# São Raimundo Esporte Clube
|  | No s'ha de confondre amb São Raimundo Esporte Clube (RR). |

El São Raimundo Esporte Clube és un club de futbol brasiler de la ciutat de Manaus a l'estat d'Amazones. El club porta el nom del barri de São Raimundo.

## Història
L'any 1915 Francisco Rebelo i el Professor Assis fundaren el Risópolis Clube Recreativo. El 18 de novembre de 1918 canvià el nom pel de Risófoli Clube Recreativo, i el desembre del mateix any pel de São Raimundo Esporte Clube, batejat amb el nom del barri de Manaus del mateix nom. L'any 1956, el São Raimundo jugà el seu primer Campionat amazonense de Primera Divisió. El 1961 guanyà el seu primer campionat. Entre 1999 i 2001 guanyà tres Copa Norte consecutius. L'any 1999 ascendí a la Segona Divisió brasilera.

## Palmarès
- Campionat amazonense:
  - 1961, 1966, 1997, 1998, 1999, 2004, 2006
- Copa Norte: 
  - 1999, 2000, 2001.